# Kutatás
A kutatás tudományos munka egy tudományos kérdés megoldása érdekében. A kutatás célja új tudományos eredmények elérése a meglévő tények, megfigyelt adatok, tapasztalatok kiértékelésével, következtetések levonásával. A kutatás egy szisztematikus folyamata az adatok beszerzésének 
és elemzésének, melynek célja, hogy növeljük a vizsgált jelenségek megismerését. A Frascati Manual szerint a kutatás "kreatív és rendszeres munka, amelyet azért végeznek, hogy növeljék a tudás mértékét". A kutatást arra használják, hogy minél több tudást szerezzen az ember egy témáról, vagy oktatás céljából. Hogy az eszközök, folyamatok vagy kísérletek érvényességét próbára tegye, a kutatás korábbi projektek elemeit újra felhasználhatja.

## Etimológia
A kutatás szó angol megfelelője, a research a francia recherche szóból származik, amelynek jelentése: "keresni menni". A francia recherche szó pedig az ófrancia recherchier szóból származik. A szó legkorábbi feljegyzése 1577-ben volt. A magyar kutatás szó pedig a kutat ige és az -ás rag kereszteződéséből származik.

## Fogalom
A kutatás fogalmát több különböző módon határozták meg, és míg vannak hasonlóságok, a szónak nincs elfogadott egységes, összefoglaló definíciója.
A Gazdasági Együttműködési és Fejlesztési Szervezet szerint a kutatás "bármilyen kreatív, rendszeres tevékenység, amelyet azért végeznek, hogy az ember tudása növekedjen, beleértve az ember, a kultúra és a társadalom tudását, és 
ennek a tudásnak a használata új alkalmazások érdekében.""
John W. Creswell szerint a kutatás "lépések összefoglaló fogalma, amelyet információk gyűjtésére és elemzésére használunk fel, hogy növeljük a megértésünket egy témával vagy problémával kapcsolatban. A három lépés: tegyél fel kérdést, gyűjts adatot a kérdésre válaszoláshoz, és válaszold meg a kérdést".